# 거제향교
거제향교(巨濟鄕校)는 대한민국 경상남도 거제시 거제면에 있는 조선시대의 향교이다. 1982년 8월 2일 경상남도의 유형문화재 제206호로 지정되었다.

## 개요
향교는 훌륭한 유학자를 제사하고 지방민의 유학교육과 교화를 위하여 나라에서 지은 교육기관이다
1432년 세종 14년 고현에 처음 세워졌으나, 1664년 현종 5년에 거제에 옮겨져 오늘에 이르고 있다.
공부하는 곳인 명륜당과 동재가 앞에 있고 사당인 대성전과 동·서무가 뒤에 있는 전학후묘의 형태이다. 명륜당의 서쪽에 서재가 없고, 대성전의 규모가 명륜당에 비해 매우 큰 것이 특이하다. 다른 향교에 비해 영역이 넓으며 전체에 토속적인 돌담을 둘렀다.
조선시대에는 국가로부터 전답, 노비·전적 등을 받아 학생들을 가르쳤으나 지금은 제사만 지내고 있다.

## 참고 자료
- 거제향교 - 국가유산청 국가유산포털